# Osteopatie
Osteopatia este o formă de medicină alternativă care pune accent pe manipularea fizică a țesuturilor musculare și a oaselor corpului.
Manipularea osteopatică este setul de tehnici esențiale în osteopatie. Părți ale osteopatiei, cum ar fi terapia craniosacrală, au fost descrise ca neavând nicio valoare terapeutică și au fost etichetate de aceștia drept pseudostiință și șarlatanism.

## Istorie
Profesia a fost fondată de Andrew Taylor Still, un medic american din secolul al XIX-lea, chirurg în timpul războiul civil și legislator teritorial și de stat în Kansas. A locuit lângă Baldwin City, Kansas, în timpul războiului civil american și acolo a fondat practica osteopatiei. Still a susținut că bolile umane își au rădăcinile în probleme ale sistemului musculo-scheletic și că manipulările osteopatice ar putea rezolva aceste probleme prin exploatarea potențialului de autoreparare al corpului. Pacienților lui Still li s-a interzis tratamentul prin medicina convențională, precum și alte practici cum ar fi consumul de alcool.

## Practică

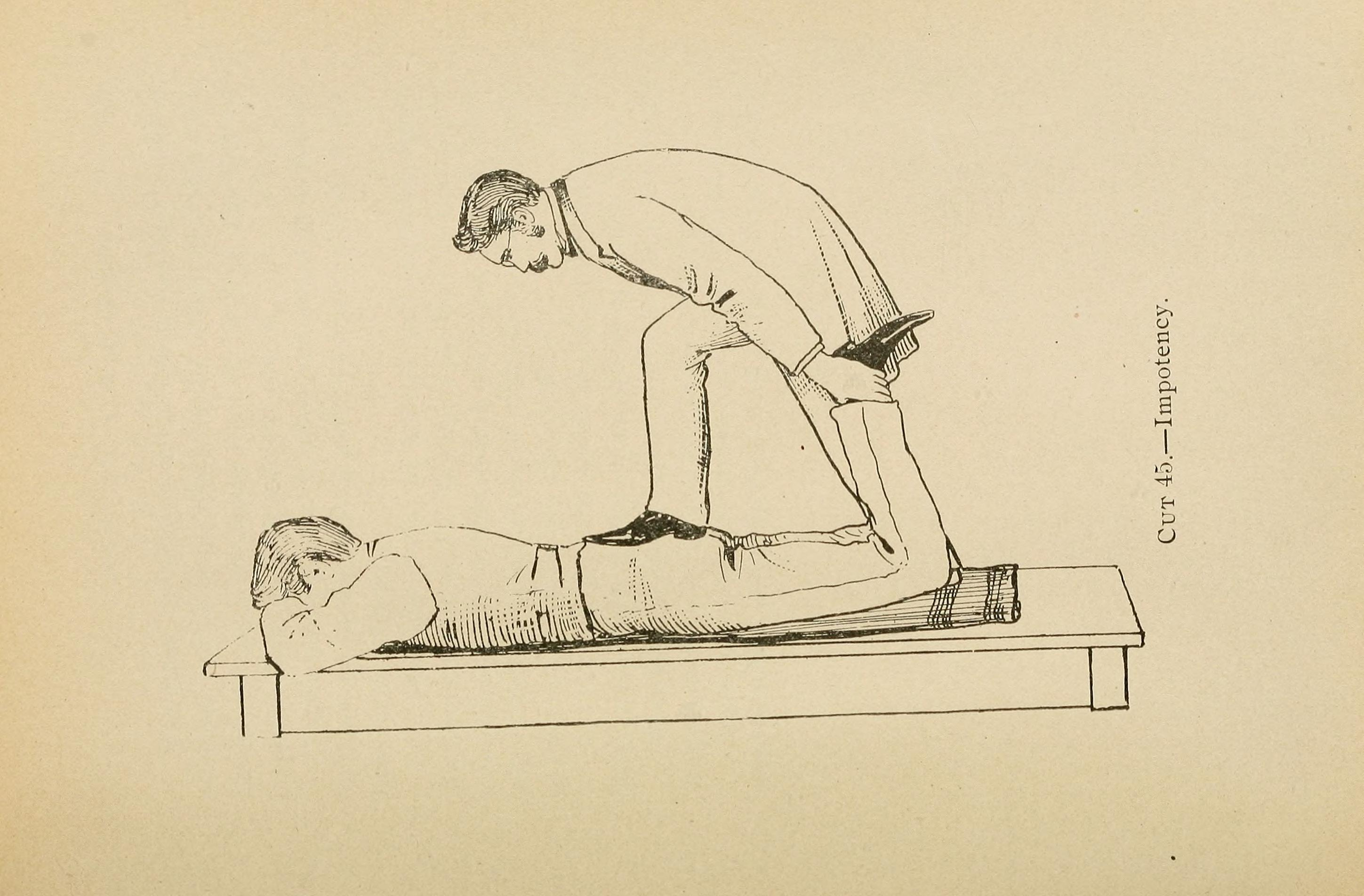
Tehnica osteopatică pentru tratamentul impotenței în Osteopathy Complete manual din 1898

Potrivit Asociației Americane de Osteopatie (AOA), tratamentul manipulator osteopatic (OMT) este considerat a fi doar o componentă a medicinei osteopatice și poate fi utilizat singur sau în combinație cu farmacoterapia, reabilitarea, chirurgie, educația pacienților, dieta și exercițiile fizice.
AOA afirmă că cele patru principii majore ale medicinei osteopatice sunt următoarele:
- Corpul este o unitate integrată de minte, corp și spirit.
- Corpul posedă mecanisme de autoreglare, având capacitatea inerentă de a se apăra, repara și remodela singur.
- Structura și funcția sunt reciproc interdependente.
- Terapia rațională se bazează pe luarea în considerare a primelor trei principii.

## Eficacitate
O recenzie Cochrane din 2005 a tratamentului manipulator osteopatic (OMT) în tratamentul astmului a concluzionat că nu există suficiente dovezi că OMT poate fi utilizat pentru tratarea astmului.
Serviciul Național de Sănătate din Regatul Unit spune că există „dovezi limitate” că osteopatia „poate fi eficientă pentru unele tipuri de dureri de gât, umăr sau membre inferioare și recuperare după operații la șold sau genunchi”, dar că nu există dovezi că osteopatia este eficientă ca tratament pentru afecțiuni de sănătate care nu au legătură cu oasele și mușchii. Alții au concluzionat că nu există suficiente dovezi care să sugereze eficacitatea manipulării în stil osteopatic în tratarea durerilor musculo-scheletice
.

## Critici
Îngrijorări au fost exprimate în legătură cu riscurile asociate tehnicilor de manipulare cervicală utilizate de anumiți osteopați prost formați (cu mai puțin de 2.500 de ore de practică înainte de diplomă), precum și de „chiropracticieni” fără diplomă în Statele Unite.
Din punct de vedere științific, osteopatia este bazată pe teorii dogmatice și credințe discutabile. Astfel, conform unui raport al Academiei Naționale Franceze de Medicină din ianuarie 2006, „Dintre cunoștințele științifice prezentate, unele (de exemplu, mobilitatea oaselor craniului la adult) sunt complet fanteziste. Multe altele, care se referă la noțiuni mai clasice, sunt impregnate de imaginație. [...] Cum se poate, pe astfel de baze, să se fundamenteze o abordare diagnostică? [...] A ridica la rang de dogmă că un sistem de echilibru complex tinde spre auto-reglare și auto-vindecare, fără a preciza că, din păcate, și în multe cazuri, acest «sistem» rămâne inoperant, înseamnă a pune în pericol sănătatea celorlalți”.
Deși datele actuale nu pot furniza o estimare concludentă a riscurilor de leziuni ale arterelor cervicale, cercetătorii au declarat că se poate considera un risc teoretic de AVC de aproximativ 1,3 la 100.000 de ședințe pentru persoanele cu vârsta de 45 de ani.